# Internationale Tennismeisterschaften von Deutschland 1937
Die 39. Internationalen Tennismeisterschaften von Deutschland fanden vom 31. Juli bis zum 8. August 1937 auf dem Rothenbaum in Hamburg statt.
Wegen der Olympischen Spiele 1936 in Berlin war das Turnier im vorigen Jahr nicht veranstaltet worden.
Der Titelverteidiger Gottfried von Cramm schied schon im Achtelfinale gegen John Bromwich aus. Dafür gewann Henner Henkel das Turnier im Finale gegen Vivian McGrath. Im Herrendoppel trat von Cramm nicht an, sodass die Titelverteidiger Hans Denker und Henner Henkel wieder gemeinsam spielten, dieses Mal aber im Viertelfinale an den Briten Don Butler und Frank Wilde scheiterten, die ihrerseits im Finale den beiden Australiern Jack Crawford und Vivian McGrath unterlagen. Das Halbfinale Im Einzel erreichte der Österreicher Georg von Metaxa.
Zum vierten Mal in Folge gewann Hilde Sperling den Titel im Dameneinzel und siegte dazu auch im Damendoppel mit der Niederländerin Madzy Rollin Couquerque gegen die französisch-deutsche Kombination Lilí de la Valdène und Totta Zehden. Die Finalgegnerin im Einzel war Marie Luise Horn, die dafür an der Seite von Hans Denker das Gemischte Doppel gegen Sperling und den Südafrikaner Norman Farquharson gewann. Die beiden weiteren Halbfinalistinnen im Einzel waren Annelies Ullstein und Totta Zehden.

## Ergebnisse

### Herreneinzel
|  | Finale |                |   |   |   |   |   |
|  |        |                |   |   |   |   |   |
|  |        | Henner Henkel  | 1 | 6 | 8 | 3 | 6 |
|  |        | Vivian McGrath | 6 | 3 | 6 | 6 | 1 |

### Dameneinzel
|  | Finale |                  |   |   |   |
|  |        |                  |   |   |   |
|  |        | Hilde Sperling   | 4 | 6 | 6 |
|  |        | Marie Luise Horn | 6 | 2 | 2 |
|  |        |                  |   |   |   |

### Herrendoppel
|  | Finale |                              |   |   |   |   |   |
|  |        |                              |   |   |   |   |   |
|  |        | Jack Crawford Vivian McGrath | 5 | 6 | 2 | 6 | 6 |
|  |        | Don Butler Frank Wilde       | 7 | 4 | 6 | 4 | 3 |

### Damendoppel
|  | Finale |                                        |   |   |  |
|  |        |                                        |   |   |  |
|  |        | Madzy Rollin Couquerque Hilde Sperling | 6 | 6 |  |
|  |        | Lilí de la Valdène Totta Zehden        | 2 | 1 |  |
|  |        |                                        |   |   |  |

### Mixed
|  | Finale |                                   |   |    |   |
|  |        |                                   |   |    |   |
|  |        | Marie Luise Horn Hans Denker      | 3 | 10 | 6 |
|  |        | Hilde Sperling Norman Farquharson | 6 | 8  | 2 |
|  |        |                                   |   |    |   |

## Quelle
- Der Tennissport, alleiniges amtliches Organ des Fachamts Tennis im Deutschen Reichsbund für Leibesübungen, 14. Jahrgang (1937), Nr. 21–23